# Plačeće srce
Plačeće srce (srdašce, djevojačko srce, Marijino srce; lat. Lamprocapnos), monotipski biljni rod iz porodice makovki. Jedina vrsta je trajnica L. spectabilis sa Korejskog poluotoka i kineskih provincija Heilongjiang, Jilin i Liaoning. Uvezena je u nekoliko drugih zemalja: uz još neke i u Ruski daleki istok, Uzbekistan, SAD, Slovačka.

## Ime
Ime vrste “spectabilis” znači “vrijedan divljenja”.

## Karakteristike
Trajnica sa Korejskog poluotoka i Mandžurije. Naraste do 120 cm visine, stabljika savinuta i mesnata. Listovi na peteljkama duboko urezani. Viseći cvjetovi srcolikog su oblika, rozi ili bijeli, razvijaju se na gornjem dijelu stabljike.

## Staništa
Voli polusjenovita, humusom bogata vlažna staništa. Otporna je na niske temperature, može prezimiti do -20°C.

## Sinonimi
- Capnorchis spectabilis (L.) Borkh.; Roem. Arch. 1: II. 46 (1797)
- Corydalis spectabilis (L.) Pers.; Syn. Pl. (Pers.) 2(1): 269 (1806)
- Dicentra spectabilis (L.) Lem.; Fl. des Serres, Ser. I. 3: t. 258 (1847)
- Diclytra spectabilis (L.) DC.; Syst. Nat. 2: 110 (1821)
- Dielytra spectabilis (L.) G.Don; Gen. Hist. 1: 140 (1831)
- Eucapnos spectabilis (L.) Siebold & Zucc.; Abh. Akad. Münch. 3: 721 (1840)
- Fumaria spectabilis L.; Sp. Pl. 699 (1753)
- Hedycapnos spectabilis (L.) Planch.; Fl. Serres Jard. Eur. 8: 193 (1853)

## Vanjske poveznice
- GardenersWorld, Lamprocapnos spectabilis